# Palaeoxonodon
Palaeoxonodon is een geslacht van uitgestorven cladotherische zoogdieren uit het Midden-Jura van Engeland en Schotland.

## Ontdekking
De eerste fossielen van Palaeoxonodon ooliticus werden gevonden in de cementgroeve van Kirtlington, Oxfordshire, Engeland. Deze vindplaats was rijk aan zoogdierresten uit de Forest Marbleformatie uit het Bathonien van het Mesozoïcum. De typesoort Palaeoxonodon ooliticus werd in 1976 benoemd door Eric F. Freeman. De geslachtsnaam is een combinatie van het Grieks palaoios, 'oud', het Latijn Oxonia, 'Oxford', en het Grieks odoon, 'tand'. De soortaanduiding verwijst naar de Oolithic Layers.
Het holotype is BMNH M 36508, een onderste rechterkies. 
De typesoort kan identiek zijn aan twee soorten benoemd uit dezelfde vindplaats: Kennetheredium leesi Sigogneau-Russell 2003 met holotype BMNH J.746, waarvan de soortaanduiding de illustrator A. Lees eert,  en Palaeoxonodon freemani Sigogneau-Russell 2003. Al dit materiaal bestaat uit losse tanden.
Een recent fossiel dat werd teruggevonden in de Kilmaluag-formatie van Skye, Schotland, specimen NMS G.2917.37.1, omvatte echter een onderkaak met vijf molaren, vier premolaren, een hoektand en één aanwezige snijtand. Dit meer complete fossiel suggereert dat de afzonderlijke soorten die eerder uit Engeland werden genoemd in feite allemaal dezelfde soort Palaeoxonodon ooliticus waren en alleen anders leken vanwege hun verschillende positie langs de tandenrij. Dit was ook het geval voor Kennetheridium leesi.
Er zijn onlangs twee dentaria beschreven.

## Beschrijving
Palaeoxonodon ooliticus was, zoals de meeste zoogdieren in het Mesozoïcum, relatief klein. De meest complete fossiele kaak uit Schotland meet 11,6 millimeter, maar omvat niet de voorste of achterste delen van de kaak. Het levende dier was waarschijnlijk ongeveer zo groot als een muis en zou insectenetend zijn geweest.
De tanden van Palaeoxondon hebben een langwerpige talonide op de onderste kiezen, met de hypoconide buccaal geplaatst op de middenlijn van de kroon, en op de bovenste kiezen een goed ontwikkelde metacoon en een vleugelachtig gebied rond het paratsyle.

## Fylogenie
Palaeoxondon behoort tot de orde Amphitheriida, nauw verwant aan Dryolestida. Ze behoren tot de vroegste cladotherische zoogdieren, die hun oorsprong hebben in het Midden-Jura en bestaan uit de afstammelingen van de laatste gemeenschappelijke voorouder van de Amphitheriida, Dryolestida, Peramurida en Zatheria (waaronder moderne Therische zoogdieren). Recente fylogenetische studies geven aan dat Palaeoxonodon het zustertaxon was van Amphitherium zelf.

## Biologie
In vergelijking met zijn naaste verwanten heeft Palaeoxonodon vrij slanke kaken.